# 唐·比尔克
唐纳德·P·比尔克（英語：Donald P. Bielke，1930年—），美国NBA联盟前职业篮球运动员。他在1954年的NBA选秀中第8轮第4顺位被韦恩堡活塞选中。